# Trite planiceps
Trite planiceps es una especie de araña saltarina del género Trite, familia Salticidae. Fue descrita científicamente por Simon en 1899.
Habita en Nueva Zelanda.

## Descripción
Los machos y las hembras varían en longitud corporal de 6 a 13,5 mm. El cefalotórax y el primer par de patas son de color negro azabache. El abdomen alargado es de color marrón dorado, con una franja amarilla central y, a veces, tiene un brillo verdoso. En los machos, el primer par de patas es alargado, hay una hilera de pelos oscuros sobre los ojos frontales y los quelíceros (piezas bucales) son más robustos.